# 神南
神南（日语：／ Jinnan */?）是東京都澀谷區的町名。現行行政地名為神南一丁目與神南二丁目。2013年9月30日為止的人口有543人。郵遞區號為150-0041。

## 地理
分為神南一丁目與神南二丁目。是以澀谷站為中心的繁華街一部分，有許多商業設施與公共設施。

### 神南一丁目
神南一丁目是神南東南部的繁華街。東至東日本旅客鐵道（JR東日本）山手線與埼京線等，此路廊東側為澀谷區神宮前。西至澀谷公園通，此道路西側為澀谷區宇田川町。南端為澀谷站前的行人保護時相。北接神南二丁目。東側澀谷消防署前的南北向道路，暱稱為火焰通（ファイヤー通り）。

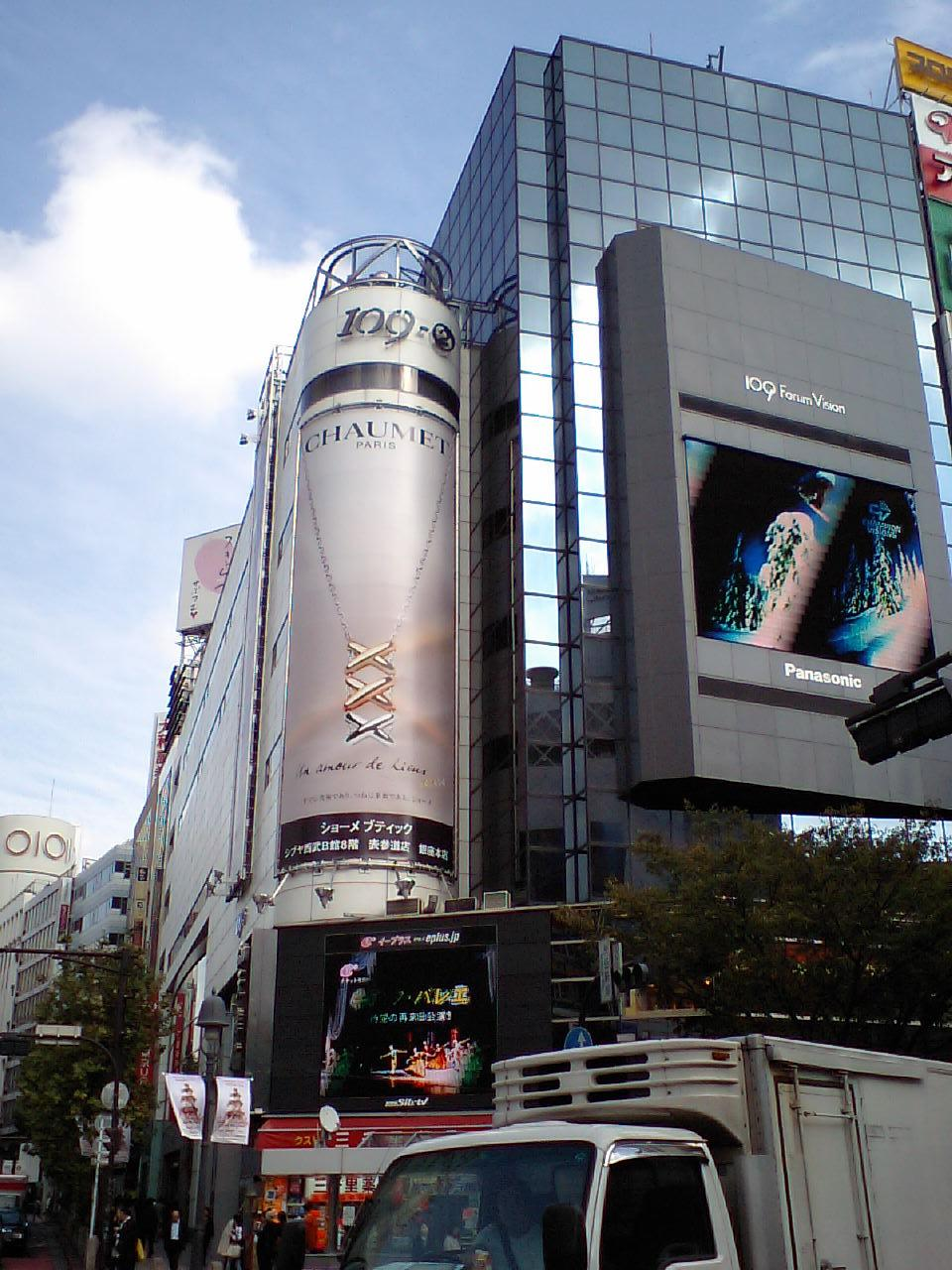
109-2。面對澀谷站八公口前的行人保護時相。左後方是丸井JAM。

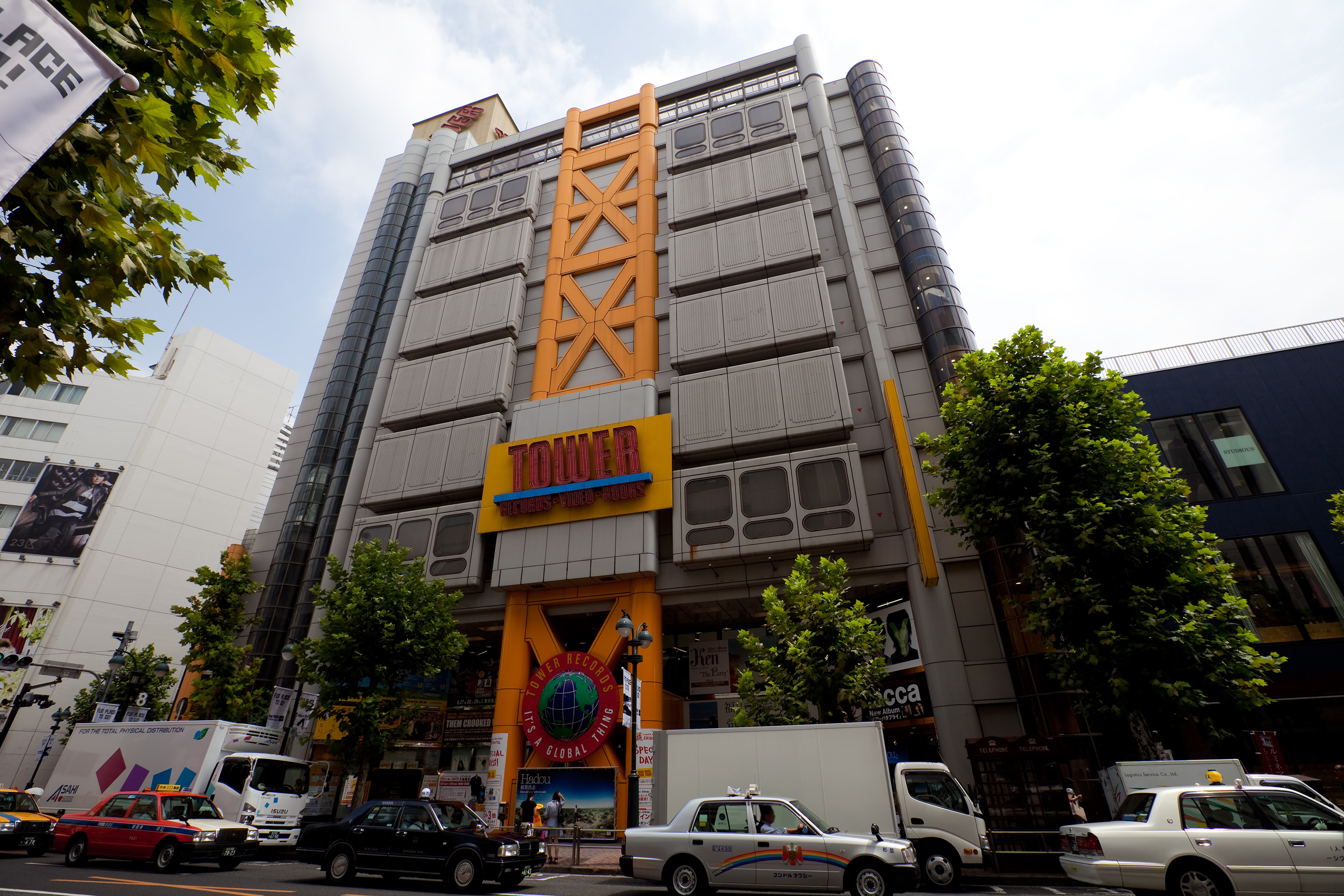
淘兒唱片澀谷店。通稱「タワレコ」。面對火焰通（暱稱）。

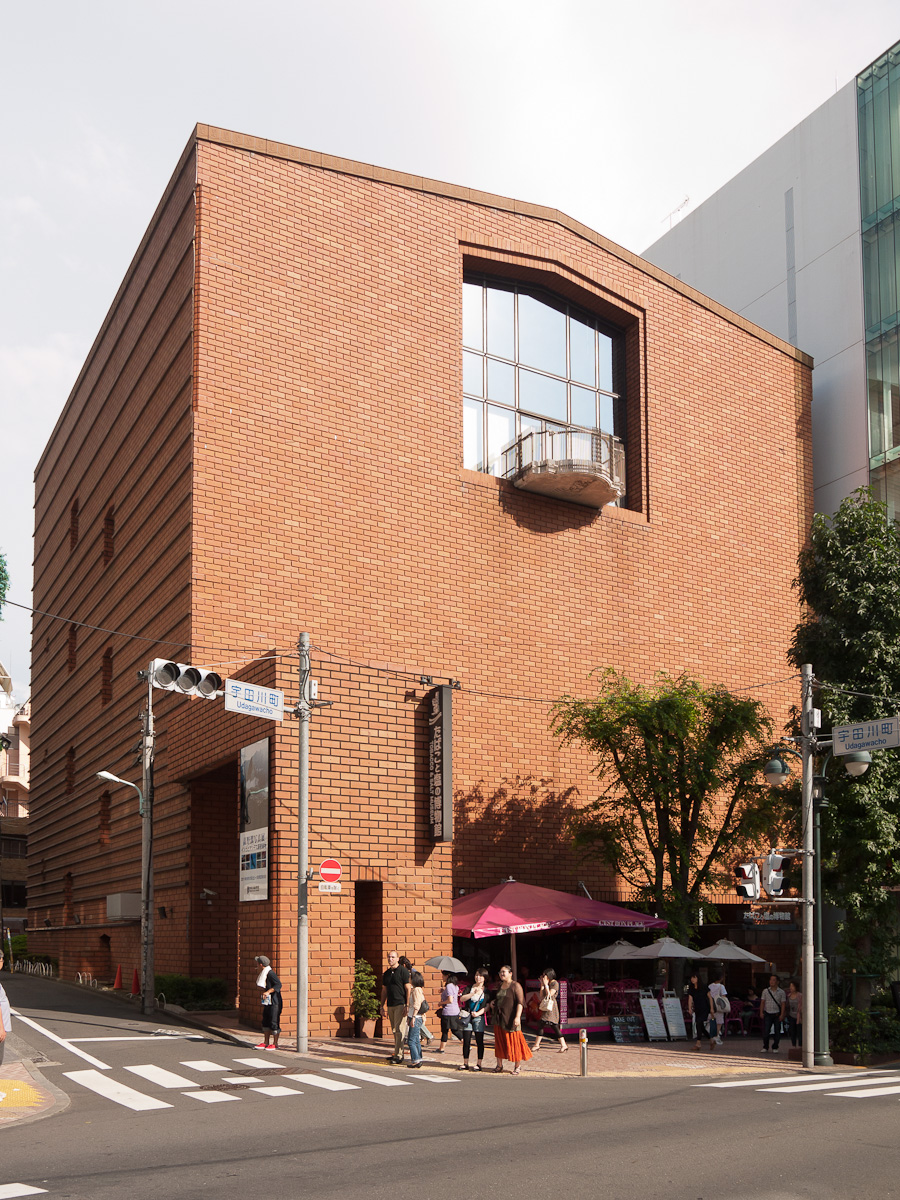
菸草與鹽的博物館。面對澀谷公園通。

#### 地標
作為澀谷繁華街的一部分，此地有109-2與丸井CITY（マルイシティ）等大型百貨、各式各樣的時裝店與餐飲店、菸草與鹽的博物館（たばこと塩の博物館）與電力館等公共設施，各種辦公大樓林立，日夜人潮絡繹不絕。
購物大樓
- 109-2 ⇒ 時尚購物大樓，暱稱「キューツー」。
- 丸井JAM（マルイジャム） ⇒ 時尚購物大樓。
- 丸井CITY ⇒ 時尚購物大樓。
- 淘兒唱片 ⇒ CD、書籍等。暱稱「タワレコ」。

博物館
- 菸草與鹽的博物館 ⇒ 日本菸草產業（JT）的企業博物館。
- 電力館 ⇒ 東京電力的企業博物館（科學博物館）。

公共設施、其他
- 澀谷社會保險事務所
- 澀谷勞動基準監督署
- 澀谷年金事務所
- 澀谷神南郵便局
- 澀谷勤勞福祉會館
- 澀谷消防署
- HelloWork（ハローワーク）澀谷 ⇒ 公共職業安定所。
- Mothers HelloWork（マザーズハローワーク）東京 ⇒ 女性專用公共職業安定所。
- 北谷稻荷神社 ⇒ 祭祀稻荷神的神社。
- 岸紀念體育會館 ⇒ 日本體育協會本部。

#### 最近車站
終點站「澀谷站」
東日本旅客鐵道（JR東日本）「澀谷站」 ⇒ 山手線、埼京線、湘南新宿線、成田特快
東急電鐵（東急）「澀谷站」 ⇒ 東急東橫線（東橫線）、東急田園都市線
京王電鐵（京王）「澀谷站」 ⇒ 井之頭線
東京地下鐵（東京メトロ）「澀谷站」 ⇒ 銀座線、半藏門線、副都心線

### 神南二丁目

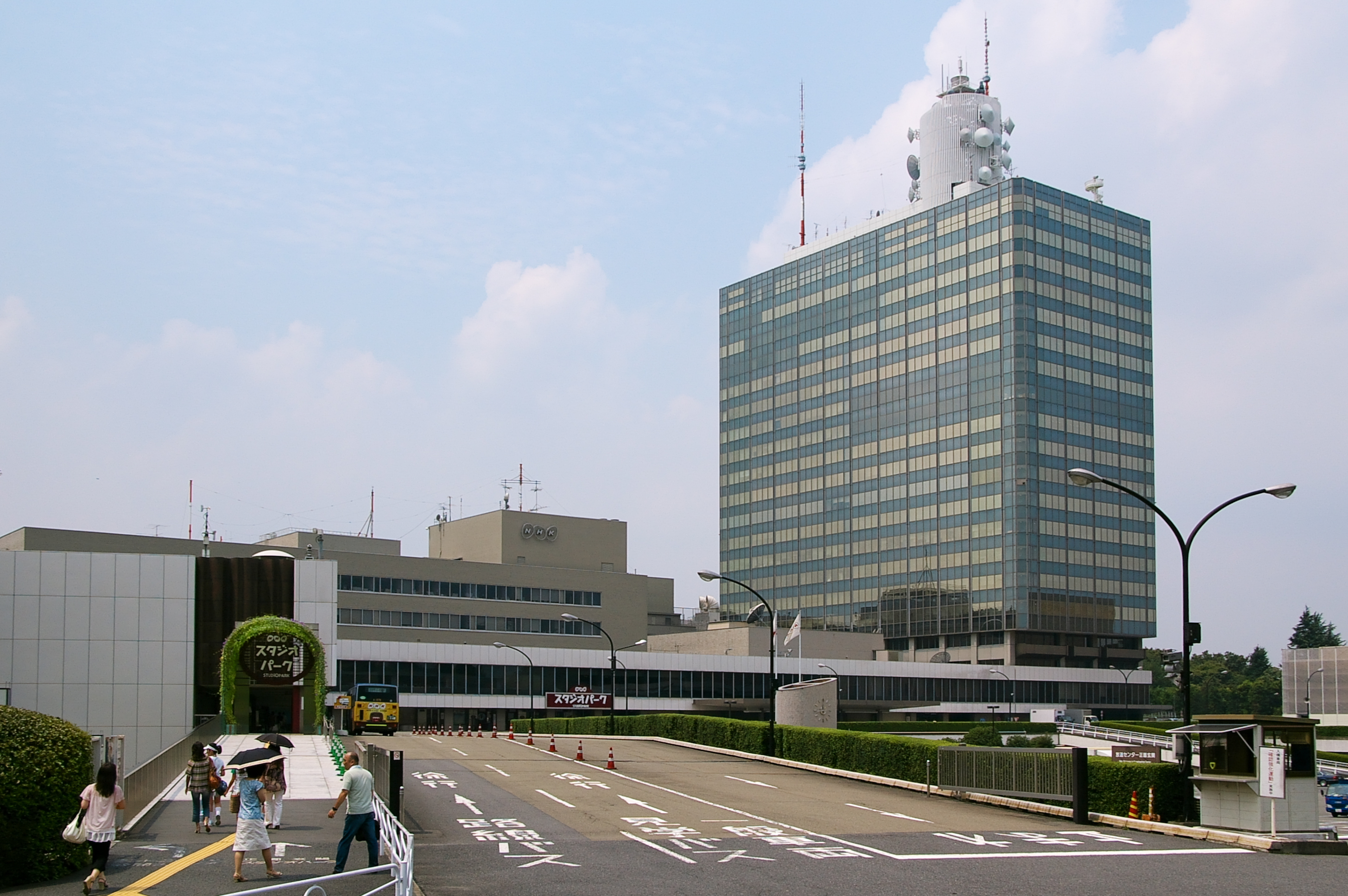
NHK放送中心。

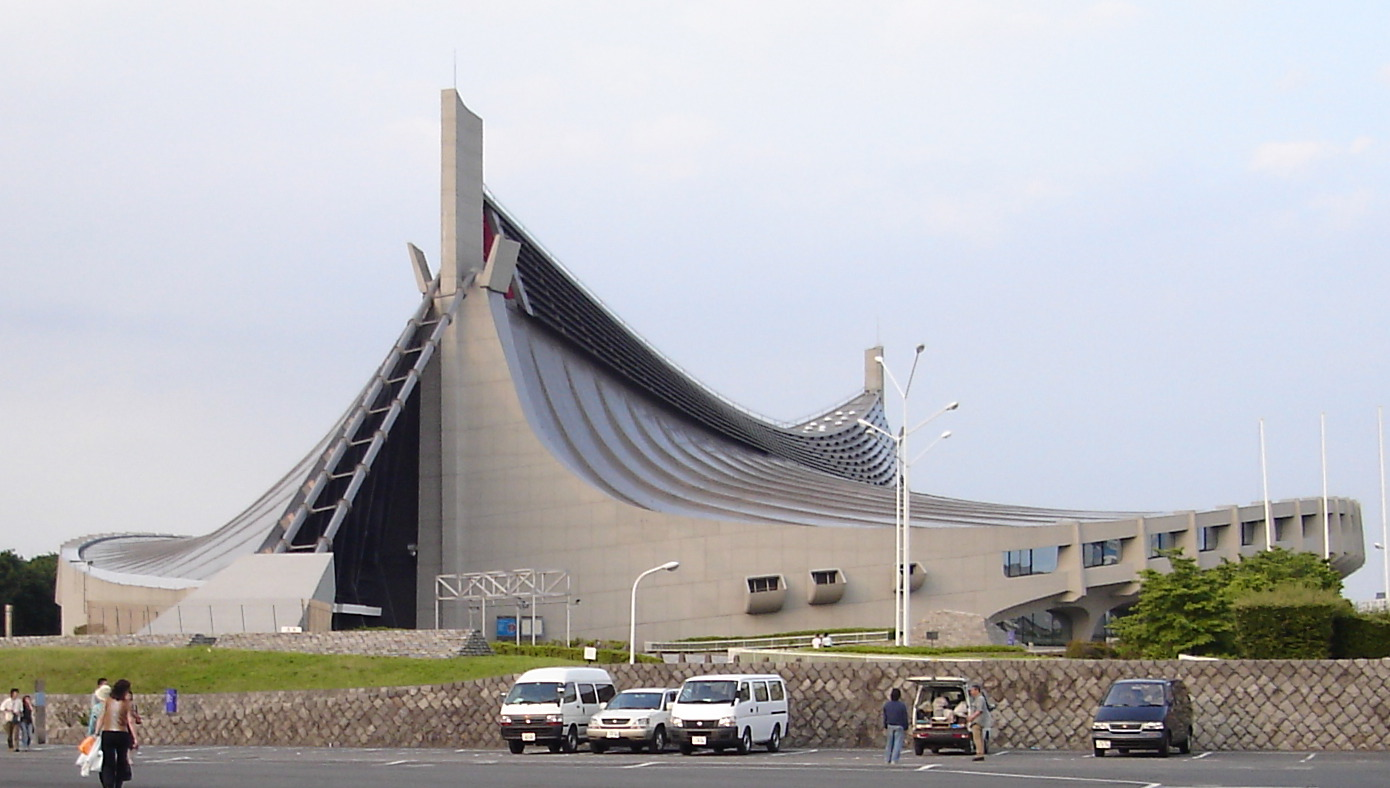
國立代代木競技場。圖片為代代木第一體育館。

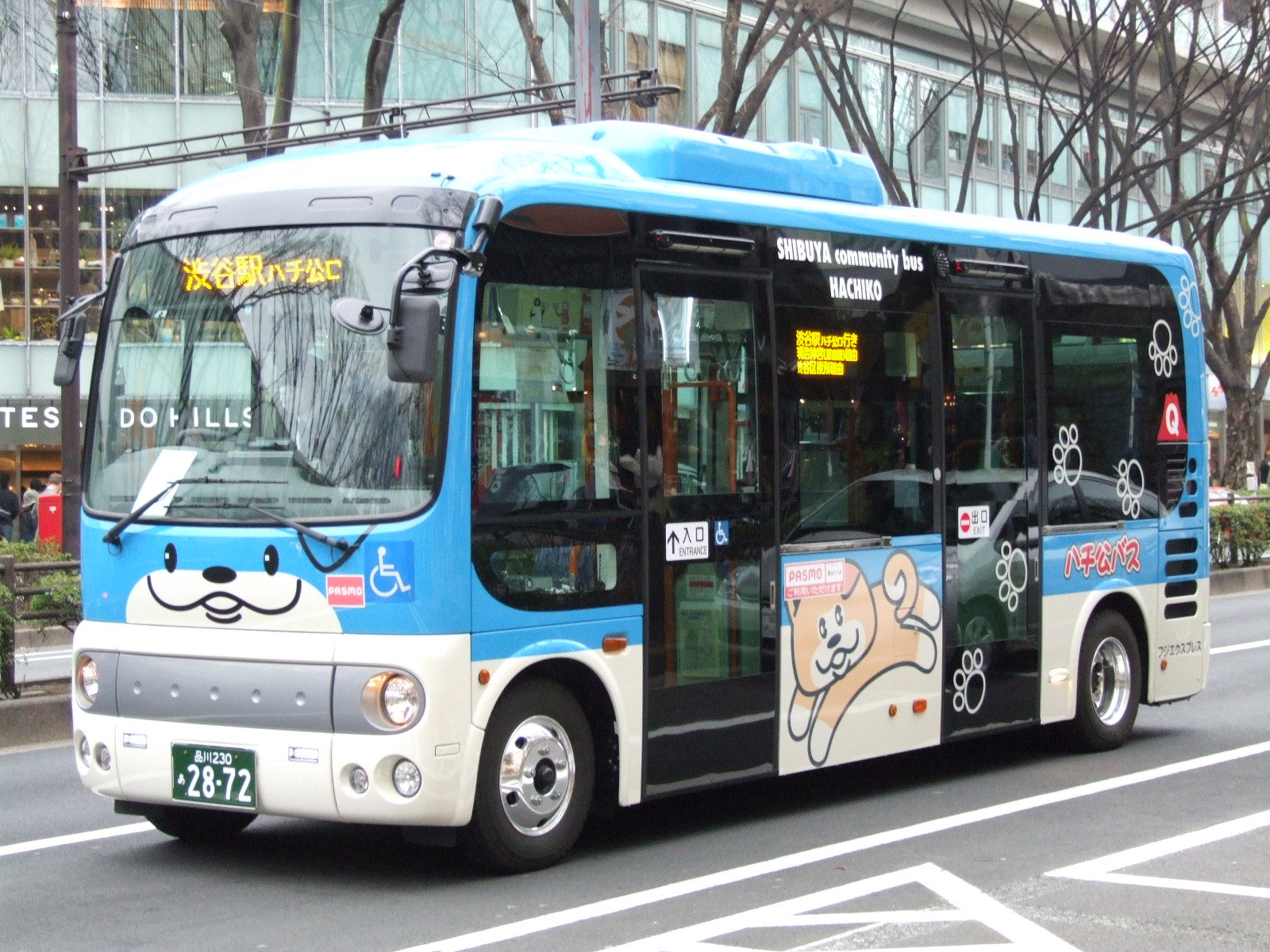
社區巴士「八公巴士」。圖片為富士快線運行的「神宮之杜線」。以澀谷站八公口為起點，行經澀谷區公所、明治神宮（原宿站）、表參道、青山等地。

神南二丁目位於神南西北部。東至東日本旅客鐵道（JR東日本）山手線與埼京線，此路廊東側為澀谷區神宮前。西至井之頭通，道路西側為富谷與神山町。南接澀谷區宇田川町與神南一丁目。北鄰澀谷區代代木神園町。過去此地有陸軍省代代木練兵場，太平洋戰爭日本敗戰後成為駐日美軍的宿舍區「華盛頓高地」；此地於1964年歸還日本政府後，建設了多座公共設施。

#### 地標
不同於商業設施林立的神南一丁目，此地有許多占地廣大、做為大規模體育及展演活動的公共設施。
- NHK广播电视中心 ⇒ 日本放送協會（NHK）本部與NHK會館等。日本广播电视業界以「神南」作為NHK广播电视中心的代稱。
- 國立代代木競技場 ⇒ 日本體育振興中心（日语：日本スポーツ振興センター）管理的複合體育設施。通稱「代代木體育館」。
- 代代木公園 ⇒ 東京都建設局（日语：東京都建設局）所轄的公園，為東京市中心最大的公園。
- SHIBUYA-AX ⇒ 日本電視台與電通經營的音樂展演空間，2014年5月31日結束營業。
- SHIBUYA BOXX（日语：SHIBUYA BOXX） ⇒ 同上。與SHIBUYA-AX相比較小。

#### 最近車站
- 澀谷站 ⇒ 請參照神南一丁目的最近車站。
- 原宿站 ⇒ 國立代代木競技場與SHIBUYA-AX等距離原宿站較近。

## 歷史
1928年（昭和3年），東京府澀谷町上澀谷前耕地、豐澤、宇田川、深町一部分合併成立，原先讀音為「かんなみ」，戰後改為「じんなん」。1970年（昭和45年）實施住居表示與町名整編，為現在的神南一丁目與神南二丁目。

### 地名由來
因位於明治神宮南側而命名為神南町。

## 道路暱稱
神南一丁目與西側宇田川町、道玄坂皆屬於以澀谷站為中心的繁華街。
1970年代至1980年代，大型時尚購物大樓（ファッションビル）與中小規模複合店（セレクトショップ）陸續開業，使得澀谷成為最尖端的時尚與青年文化的基地，也自然產生各道路的暱稱。

### 澀谷公園通
- 神南一丁目西側的道路，是一條由南往北的緩升坡。舊稱澀谷區役所通，1973年宇田川町巴而可（パルコ）澀谷店開業時，澀谷區役所通商店街等提案改為現在的澀谷公園通。

### 小公園通
- 小公園通（プチ公園通り）位於神南一丁目中央，是一條由南往北的緩升坡。因與西側的澀谷公園通大致平行而得名。此外，小公園通周邊區域稱為公園大道（パークアベニュー）。

### 火焰通
- 神南一丁目東側的道路，是一條由南往北的道路。暱稱出現自1980年代，因澀谷消防署位於此地而得名。

### 手指大道
手指大道（フィンガーアベニュー）是東京都澀谷區神南一丁目的道路暱稱。是從東側澀谷神南郵便局前交差點，往西側勤勞福祉會館（PARCO澀谷店PART-1）前交差點的緩升坂道。
自然出現的道路暱稱，由來與時間已不可考。1980年代起，在口口相傳與時尚雜誌的介紹之下廣為人知。

### 短號通
短號通（コルネット通り）是東京都澀谷區神南一丁目的道路暱稱，也稱短號街（コルネットストリート）。以東側澀谷消防署南側為起點，經澀谷區高齡者關懷中心與澀谷社會保險事務所旁，至西側澀谷區役所前交差點的緩升坡。
自然出現的道路暱稱，由來與時間已不可考。1980年代起，在口口相傳與時尚雜誌的介紹之下廣為人知。

### 黃街
黃街（イエローストリート）是東京都澀谷區神南一丁目的道路暱稱，也稱黃通（イエロー通り），又稱法國坂（フランス坂）或巴士底通（バスティーユ通り）。以東側澀谷消防署北側為起點，經HelloWork澀谷旁，至西側澀谷區役所前交差點的緩升坡。
自然出現的道路暱稱，由來與時間已不可考。1980年代起，在口口相傳與時尚雜誌的介紹之下廣為人知。

## 備註
1. ↑  渋谷区／住民基本台帳・外国人登録による人口 的存檔，存档日期2013-10-13.
2. ↑  神南一丁目北谷稻荷神社有1909年（明治42年）開設練兵場時農民所建造的石碑。
3. ↑  秋尾沙戶子著「ワシントンハイツ - GHQが東京に刻んだ戦後」より
4. ↑  地名の由来 的存檔，存档日期2014-01-12. 澀谷區官方網站，平成23年4月16日閲覧
5. ↑  渋谷区／地名の由来 的存檔，存档日期2014-01-12.
6. ↑  「澀谷區／通りの名前」 的存檔，存档日期2015-12-23. 澀谷區役所道路的暱稱與由來的解說。

## 外部連結
- 澀谷區役所官方網站 （页面存档备份，存于）
- 澀谷經濟新聞官方網站 （页面存档备份，存于）
- NPO法人 澀谷站周邊地區社區營造協議會官方網站
- 澀谷公園通官方網站 （页面存档备份，存于）（澀谷公園通商店街振興組合）
  - 澀谷公園通官方網站 （页面存档备份，存于）（中文）

以下是「澀谷公園通官方網站」的地圖。地圖左側為南方（澀谷站），右側為北方（原宿站）。
- 澀谷公園通TOWN MAP 神南一丁目交差點（丸井CITY澀谷店）
- 澀谷公園通TOWN MAP 電力館、SHIDAX方向
- 澀谷公園通TOWN MAP 火焰通方向
- 澀谷公園通TOWN MAP 巴而可、菸草與鹽的博物館方向 （页面存档备份，存于）
- 澀谷公園通TOWN MAP NHK、SHIBUYA-AX方向 （页面存档备份，存于）